# فنسنت لي
فنسنت لي (8 سبتمبر 1988 بسنغافورة - ) هو لاعب كرة قدم صيني في مركز الدفاع. لعب مع وودلاندز ويلينغتون.

## وصلات خارجية
- فنسنت لي على موقع قاعدة بيانات كرة القدم.إي يو (الإنجليزية)
- فنسنت لي على موقع قاعدة بيانات كرة القدم.إي يو (الإنجليزية)